# Robert Kalina
Robert Kalina (* 29. června 1955) je rakouský výtvarník zabývající se návrhy bankovek a mincí. Byl autorem veškerých návrhů šilinkových bankovek od roku 1982 až do konce jejich platnosti.

## Život
Světovou proslulost mu přineslo vítězství v soutěži návrhu nových eurobankovek v roce 1996, které se staly díky využití motivů z architektury místo obvyklých portrétů osobností snáze akceptované mezi členskými zeměmi eurozóny.
Je rovněž autorem bankovky 200 bosenskohercegovských marek z roku 2002 a bankovek a mincí v Ázerbájdžánu zavedených v roce 2006.